# Устный перевод телефонных переговоров
Устный перевод телефонных переговоров — это услуга, которая соединяет переводчиков по телефону с людьми, которые хотят говорить друг с другом, но не говорят на одном языке. Устный переводчик телефонных разговоров переводит с одного языка на другой, позволяя слушающим и говорящим понимать друг друга. Перевод по телефону чаще всего происходит в последовательном режиме, что означает, что переводчик ждёт когда говорящий заканчивает своё высказывание прежде чем переводить на другой язык.
Устный перевод телефонных переговоров — один из видов технически опосредованного перевода. Другие формы устного перевода включают в себя неопосредованный устный перевод и видео-перевод для глухих и слабослышащих.

## Историческая хронология
- 1973: Австралия вводит устный перевод телефонных переговоров в качестве бесплатной услуги в ответ на рост общин иммигрантов.[1]
- 1981: Услуга устного перевода телефонных переговоров была впервые предложена в США.[2]
- 1981—1990: Основные отрасли экономики США (финансы, телекоммуникация, здравоохранение и общественная безопасность) начинают пользоваться услугами устного перевода телефонных разговоров.[3]
- 1990—1995: Спрос на устный перевод телефонных переговоров значительно возрастает; к числу факторов, способствующих росту, относятся снижение цен на междугородние звонки, бесплатный доступ к номерам и иммиграционные процессы.
- 1995: Переводческое агентство Kevmark, позже известное как CyraCom, патентует телефон с несколькими трубками для устного перевода телефонных переговоров.[4]
- 1999: American Telephone & Telegraph продаёт переводческое агентство Language Line Services.[5]
- 2000—2005: Устный перевод телефонных переговоров становится более усовершенствованным; для потребителей становятся важными качество перевода, более быстрая скорость соединения и обслуживание клиентов.[3]
- 2005: Рынок услуг телефонной связи США оценивается примерно в 200 млн долларов.[3]
- 2013: Language Lines Services приобретает Pacific Interpreters.[6]
- 2016: Французская компания Teleperformance объявляет о планах покупки LanguageLine Solutions за 1,52 млрд долларов.[7]

## Поставщики услуги
Существует множество организаций, которые предоставляют услуги по устному переводу телефонных переговоров, включая коммерческие, правительственные, некоммерческие организации и подразделения внутри организаций. Например, у правительства Австралии, как и у правительства Южной Африки и Новой Зеландии, есть специальная служба устного перевода телефонных переговоров.
США
В Соединённых Штатах Америки устный перевод телефонных переговоров широко используется в федеральных судах. Также, свои услуги предоставляют многочисленные коммерческие компании. Многие частные поставщики услуг устного перевода телефонных переговоров с помощью устных переводчиков помогают пользователям общаться на более чем на 150 языках. Некоторые поставщики услуг утверждают, что имеют возможность подключать переводчика к телефонному разговору в любое время суток в течение нескольких секунд. Услуги по устному переводу телефонных переговоров также применяются в некоторых больницах и других учреждениях здравоохранения.
Основными поставщиками услуги устного перевода телефонных переговоров в Соединённых Штатах являются Language Line Services, CyraCom International и Pacific Interpreters. В 2009 году CyraCom стал вторым по величине поставщиком услуги устного перевода телефонных переговоров в мире по сравнению с Language Line Services, который занимает первое место, а Pacific Interpreters — пятое.
В 2013 году Language Line Services приобрели Pacific Interpreters.
Великобритания
Language Line Inc. — американский коммерческий поставщик устного перевода, который в 2006 году приобрёл одноимённую благотворительную организацию в Великобритании. Британский общественный активист Майкл Янг заметил, что языковые барьеры негативно сказываются на качестве медицинских услуг, предоставляемых этническим меньшинствам в больнице Royal London, Это позволило ему в 1990 г. получить грант на предоставления бесплатных услуг устного перевода телефонных переговоров. Вторым его клиентом стала полиция на Айл-оф-Догс. Позже он начал работать с корпоративными клиентами, и превратил благотворительность в коммерческую услугу.
В настоящее время всё больше компаний, предоставляющих данную услугу, имеют статус международных, что является естественным «виртуализации» устного перевода. Как и в письменном переводе, необходимость услуг устного перевода возросла в юридической, медицинской, фармацевтической и других технических областях.

## Оборудование
Обычно пользователи получают доступ к услугам устного перевода телефонных переговоров с помощью телефона или компьютера с VoIP. Однако, если обе стороны, желающие общаться, находятся в одном и том же месте, то им удобнее использовать телефон с двумя или несколькими трубками. Иногда используются громкоговорители, но они могут создавать проблемы, как с точки зрения конфиденциальности, так и для переводчика, особенно из-за фонового шума, что затрудняет понимание.
Если один из участников коммуникации глухой, слабослышащий или с нарушением речи, общение через стороннего сурдопереводчика может осуществляться посредством видеосвязи с использованием необходимого оборудования.

## Доступ
Услуги устного перевода телефонных переговоров могут предоставляться:
- Автоматически: Система интерактивного речевого ответа (IVR) используется для преобразования записанных или введённых двухтональных многочастотных данных (DTMF) в запрос на подключение к переводчику на определённом языке (идентифицированном уникальными языковыми кодами).
- Через оператора: обращение к персоналу службы поддержки клиентов, чтобы ответить на вызов, собрать необходимую информацию от вызывающего абонента и облегчить подключение к переводчику. Услуги такого рода чаще всего используются такими организациями, как экстренные службы, когда знания о языковых кодах отсутствуют.

Кроме того, некоторые компании, имеющие необходимые возможности, предлагают гибрид двух принципов, где, например, клиент может:
- Позвонить в службу
- Ввести свой «код учётной записи» в однослойную систему интерактивного речевого ответа (IVR) с помощью клавиатуры телефона
- Подключиться к работнику контактного центра, который знает, кто является вызывающим абонентом, и обеспечит другой сбор данных, относящийся к вызову (включая требуемый язык)

## Области применения
Дополнительная информация: Видеосвязь при нарушениях слуха
Устный перевод телефонных переговоров широко используется в таких областях как здравоохранение, в правительственных и финансовых учреждениях, в экстренных службах (например, 911 или 112), и т. д. Устный перевод телефонных переговоров особенно целесообразен в таких ситуациях, в которых обе стороны будут общаться по телефону, например взаимодействие между информационно-справочными службами и потребителями, населением и центрами обслуживания экстренных вызовов, и т. д. Устный перевод телефонных переговоров можно использовать для принятия заявок по телефону и помощи лицам, у которых возникли проблемы с учётной записью.
Устный перевод телефонных переговоров с помощью удалённого устного видео-перевода (VRI) или видеосвязи при нарушениях слуха (VRS) также удобен, когда одна из сторон является глухой, слабослышащей или с нарушением речи. В таких случаях поток перевода обычно находится в пределах одного основного языка, с французского языка жестов (FSL) на разговорный французский, с испанского языка жестов (SSL) на разговорный испанский, с британского языка жестов (BSL) на разговорный английский и с американского языка жестов (ASL) также на разговорный английский язык (в виду того что BSL и ASL совершенно различны), и т. д. Многоязычные сурдопереводчики, которые могут переводить и на основные языки (например, на и с SSL, с и на разговорный английский) также предоставляют свои услуги, но это случается реже. Такая деятельность требуют значительных усилий со стороны переводчика, поскольку языки жестов являются отдельными естественными языками со своим собственным строением и синтаксисом, которые отличаются от правил вербальной коммуникации на национальном языке.

## Рынок
В 2007 году глобальный рынок устного перевода телефонных переговоров стоил 700 млн долларов США, и, в Соединённых Штатах Америки было получено 500 миллионов долларов. Согласно оценкам компании Common Sense Advisory, занимающейся маркетинговыми исследованиями, в 2012 году рынок стоил 1,2 млрд долларов, увеличившись на 70 % с 2007 года. Рынок устного перевода телефонных переговоров имеет глобальный характер и включает компании из США, Нидерландов, Швеции, Франции, Великобритании, Канады, Индии, Китая, Норвегии, Испании и Гонконга.